# Megapiranha
Megapiranha paranensis
Genre
Espèce
Megapiranha est un genre éteint de poissons de la famille des Serrasalmidae. Une seule espèce est rattachée à ce genre : Megapiranha paranensis.

## Historique
Ses restes ont été découverts en Argentine en 2009 dans des sédiments datant du Miocène supérieur. Ils consistent seulement en un seul os prémaxillaire, portant encore une rangée partielle de sept dents triangulaires, pointues (monocuspides), dont les quatre antérieures sont disposées en zigzag et montrent un tranchant finement dentelé.

## Description
La longueur de ce poisson est estimée à 1 mètre.